# Mosciano Sant'Angelo
Mosciano Sant’Angelo es un antiguo pueblo medieval situado en la región de los Abruzos, Italia. Situado a unos 10 km de la costa adriática, tiene aproximadamente 8700 habitantes (en 2007) y se extiende por un área de 48 km².

## Historia
Está mencionado en un documento del 897 en que se cita una “Res Musiani” con respecto a una controversia sobre la jurisdicción del feudo local. El historiador Vincenzo Bindi narra que los monjes benedictinos, atraídos por la tranquilidad de este lugar, construyeron el monasterio de San Ángel con la correspondiente iglesia y que con la construcción de unas casas alrededor de dicho monasterio se formó un castillo. Una torre, todavía existente, y un epígrafe son los símbolos de la familia “Acquaviva”. Durante los meses siguientes el castillo se amplió con casas y palacios, plazas y calles, y la población creció extraordinariamente.
En la posguerra, Mosciano ha sido protagonista de un increíble desarrollo económico, gracias sobre todo a la producción de muebles; actualmente hay aproximadamente 200 empresas en todo el territorio que han convertido esta ciudad en uno de los centros industriales más importantes de los Abruzos.

## Demografía
| Gráfica de evolución demográfica de Mosciano Sant'Angelo entre 1861 y 2001 |
|                                                                            |
| Fuente ISTAT - elaboración gráfica de Wikipedia                            |

## Monumentos
Los monumentos más interesantes de Mosciano, además de la torre “ Acquaviva”, son:
- La iglesia de la Addolorata” (1828/1841), construida con la ayuda del escultor Domenico Farnese de Ascoli y de los pintores Berardino dei Conti Delfico y Gennaro della Monica;
- La iglesia de María SS. del Rosario” (1853/1876);
- Las torres en las murallas;
- El monasterio de los Santi Sette Fratelli (IX^ sec.) con el santuario de S. Maria degli Angeli”.

## Moscianeses célebres
Los hombres más famosos de Mosciano son:
- El patriota Aurelio Saliceti (que da nombre a la plaza mayor);
- Domenico del Zoppo;
- Francescantonio Rossi
- El historiador Francesco Savini;
- El pintor Francesco Patella;
- El músico Angelo Ciccarelli.

## Fiestas y tradiciones religiosas
- “Festa di Sant'Antonio Abate” (Convento), 17 de enero;
- Procesión del Viernes Santo;
- “Fiesta dell'Ascensione”, C.da Collepietro;
- “Festa di San Gabriele”, C.da Ripoli, junio;
- “Festa di San Pietro”, C.da Selva Alta, 29 de junio;
- “Festa del Santi Giacomo e Anna”, Montone, 25/26 de julio;
- “Festa Madonna degli Angeli”, Convento, 1 y 2 de agosto;
- “Festa di San Donato” (con tradicional bendición de los niños), 6 y 7 de agosto;
- “Festa di Sant'Alessandro”, 25/26 de agosto.

## Eventos
- “Estate Moscianese” (teatro, música, cine, espectáculos);
- Carnaval;
- “Palio delle Torri”, julio;
- “Sagra della Pizza”, julio;
- “Sagra degli Gnocchi”, julio;
- “Festival Jazz”, julio.

- Datos: Q51456
- Multimedia: Mosciano Sant'Angelo / Q51456

1. ↑  Worldpostalcodes.org, código postal n.º 64023.
2. ↑  «Codici Catastali». Comuni-italiani.it (en italiano). Consultado el 29 de abril de 2017.